# Олжас Бектенов
Олжа́с Аба́євич Бекте́нов (каз. Бектенов Олжас Абайұлы; Bektenov Oljas Abaiūly; нар. 13 грудня 1980) — казахстанський політик, Прем'єр-міністр Казахстану з 6 лютого 2024 року.

## Біографія

### Раннє життя та освіта
Бектенов народився 1980 року в Алмати. Він з відзнакою закінчив казахську державну юридичну академію (нині університет КАЗГЮУ) в 2001 році за спеціальністю «юриспруденція». Він продовжив свою академічну кар'єру, захистивши кандидатську дисертацію з юриспруденції на тему «Організаційно-правові проблеми профілактики адміністративних правопорушень неповнолітніх в Республіці Казахстан».

### Рання кар'єра
Протягом своєї кар'єри Бектенов обіймав різні керівні посади. Він розпочав свою роботу головним спеціалістом у Департаменті юстиції Алмати з 2002 по 2005 рік, перш ніж врешті-решт став експертом, а згодом головним експертом юридичного відділу канцелярії Прем'єр-міністра Казахстану з 2005 по 2006 рік.
У наступні роки Бектенов відігравав ключову роль в уряді Казахстану. З 2006 по 2009 рік він працював в Адміністрації президента при Нурсултані Назарбаєві, а з 2009 по 2012 рік в Міністерстві юстиції.
У наступні роки Бектенову було доручено боротися з корупцією в Казахстані. З 2012 по 2014 рік він обіймав посаду начальника управління в центральному апараті Агентства Республіки Казахстан по боротьбі з економічними і корупційними злочинами (фінансова поліція), з липня 2015 року керівника апарату акімату міста Астани, а потім — керівника Секретаріату керівника Адміністрації Президента Республіки Казахстан.

### Агентство по боротьбі з корупцією

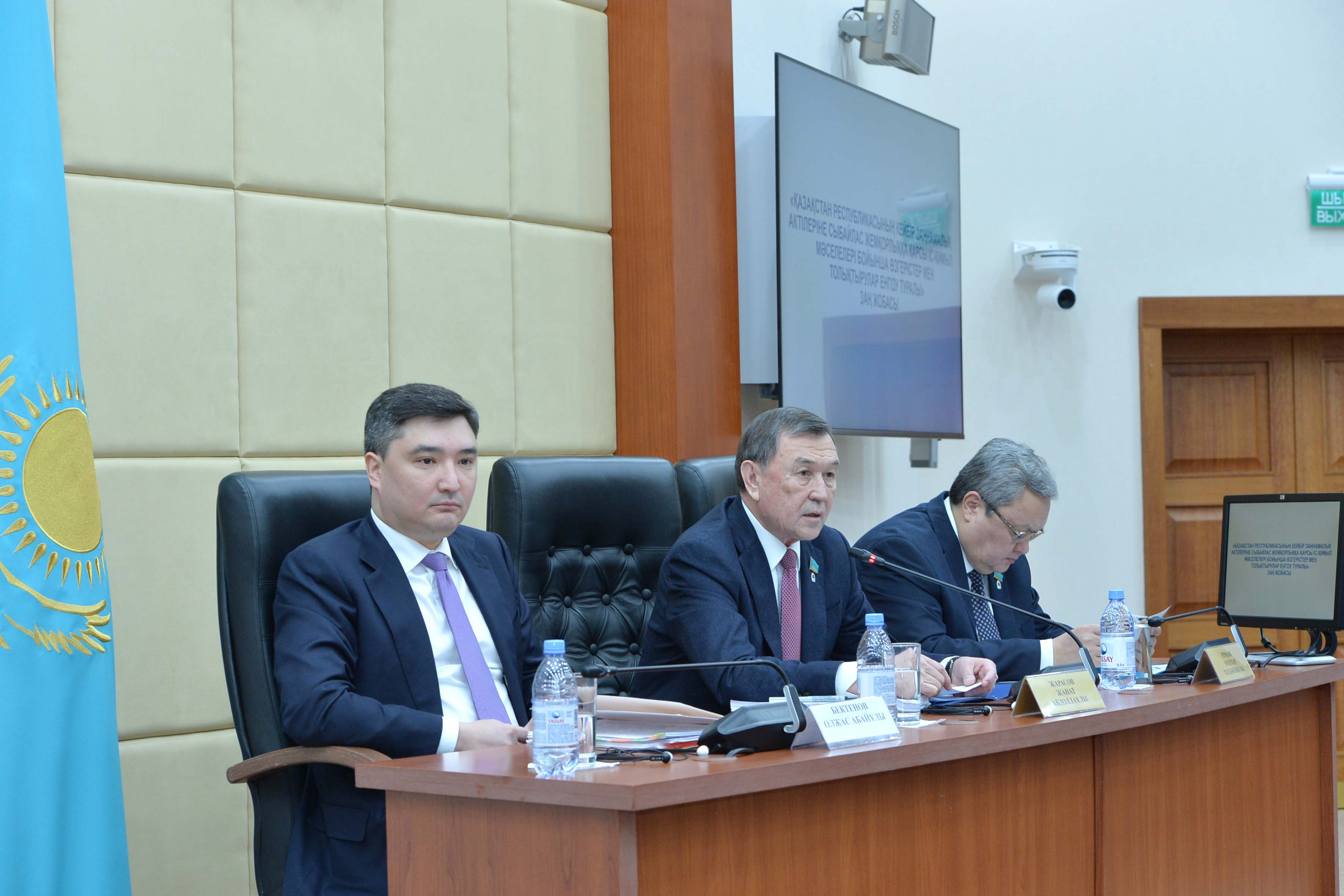
Бектенов як офіційний представник Антикору у лютому 2020 року

На знак визнання його заслуг і лідерських якостей 1 червня 2018 року Бектенов був призначений заступником голови Агентства Республіки Казахстан у справах державної служби та протидії корупції (Антикор). Він пропрацював на цій посаді рік, перш ніж був звільнений 20 червня 2019 року. Незабаром після цього 26 червня 2019 року Бектенов був переведений на посаду першого заступника голови правління.
25 лютого 2022 року Бектенов вступив на посаду голови Антикора. Його призначення відбулося після заворушень у січні 2022 року, під час яких "Антикор" під керівництвом Бектенова розслідував фінансові операції родичів колишнього президента Нурсултана Назарбаєва. Це призвело до арешту племінника Назарбаєва Кайрата Сатибалди за шахрайство з Казахтелекомом та залізничною компанією та його швагра Кайрата Боранбаєва за корупцію в квазідержавному секторі; обидва отримали шість років ув'язнення.

### Адміністрація Токаєва
3 квітня 2023 року Бектенов став керівником Адміністрації президента Касим-Жомарта Токаєва. З цього моменту він зосередився на скороченні бюрократії та підвищенні ефективності шляхом реструктуризації адміністрації, яка включала злиття паралельних департаментів для усунення надмірності та запровадження посад помічників, щоб зосередитись на ключових сферах, таких як економіка та зовнішня політика. Реструктуризація також передбачала ліквідацію посад заступників голови, замінивши їх новоствореними посадами помічників президента. Крім того, Бектенов сприяв тому, що уряд міг самостійно приймати та коригувати соціально-економічні концепції та плани регіонального розвитку, зменшуючи необхідність постійного схвалення з боку виконавчої влади.

### Прем'єр-міністр Казахстану

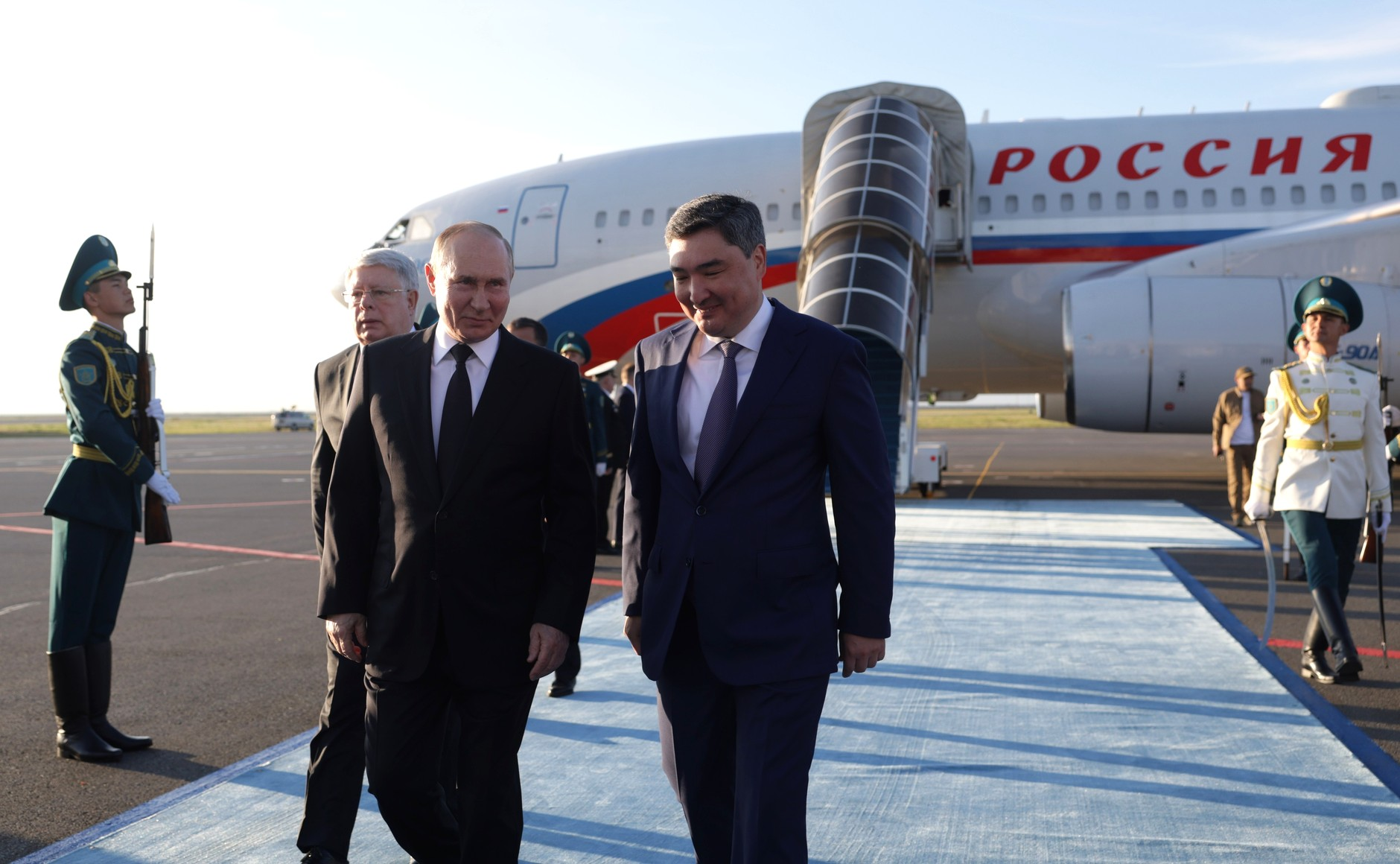
Прем'єр-міністр Бектенов і Президент Росії Володимир Путін в Астані, 3 липня 2024 року

Після відставки уряду правляча партія «Аманат» підтримала кандидатуру Бектенова на пост прем'єр-міністра Казахстану 6 лютого 2024 року. Кандидатура була внесена Єрланом Кошановим і схвалена Мажилісом в той же день. Він є першим силовиком, який став прем'єр-міністром Казахстану. Після схвалення парламентом, Бектенов у зверненні до депутатів пообіцяв приділяти пріоритетну увагу національному бізнесу, а не іноземним інтересам, особливо в сільському господарстві, одночасно покращуючи інфраструктуру і скорочуючи непотрібні витрати.
Незабаром після вступу на посаду Бектенов на наступному засіданні Кабінету Міністрів заявив, що його прем'єрство стане «урядом рішучих дій» щодо підвищення темпів зростання, диверсифікації економіки, залучення інвестицій і вирішення проблем. Він закликав міністрів працювати незалежно і оперативно вирішувати проблеми галузі на своєму рівні, підкресливши, що «темпи роботи уряду будуть високими, а попит — жорстким».
Однією з перших серйозних проблем, з якими зіткнувся уряд Бектенова, стали повені в Центральній Азії в 2024 році, які відбулися в 10 різних областях Казахстану. Це призвело до призначення Каната Бозумбаєва віце-прем'єр-міністром і, таким чином, до його «повернення до політики».

## Особисте життя
Відомо, що Бектенов одружений. У нього троє дітей. Імена членів його сім'ї невідомі, що, як зазначає письменник Вадим Борейко, є незвичним і показує, наскільки секретні чиновники за Токаєва.
Казахстанський журналіст Азамат Майтанов з Атирау стверджував, що Бектенов прийшов до влади завдяки кумівству, стверджуючи, що він є зятем Адільбека Джаксибекова. Активіст Санжар Бокаєв і письменник Вадим Борейко відзначили, що між кар'єрами цих двох дійсно є паралелі, але не знайшли достатньої інформації.